# هنری براون (بازیکن هاکی روی چمن)
هنری براون (انگلیسی: Henry Brown; ۱ ژانویهٔ ۱۸۸۷ – ۲۶ فوریهٔ ۱۹۶۱) بازیکن هاکی روی چمن اهل جمهوری ایرلند بود.